# Jacqueline Barasinski
Jacqueline Barasinski, née le 23 novembre 1947 à Montluçon et morte dans la même ville le 14 octobre 2016, est une lugeuse française, licenciée au Football Club de Lyon.

## Palmarès
Elle fut notamment 5 fois Championne de France de luge de course, en  1965, 1966, 1967 , 1968, 1970. Numéro 2 Mondiale, Elle a participé aux Jeux olympiques de 1968